# Mustafa Abdellaoue
Mustafa Abdellaoue (en arabe : مصطفى عبد اللاوي) est un footballeur international norvégien, né le 1er août 1988 à Oslo. Il évolue au poste d'attaquant.
D'origine marocaine, il est international norvégien en 2012. Son frère  Mohammed Abdellaoue est également footballeur professionnel, évoluant lui aussi au poste d'attaquant.

## Biographie
Mustafa Abdellaoue dispute un total de 237 matchs en première division norvégienne, inscrivant 79 buts, et 40 matchs en première division danoise, marquant 13 buts.
Le 27 novembre 2011, il inscrit son premier triplé en Eliteserien avec le Tromsø IL, sur la pelouse de l'IK Start, permettant à son équipe de s'imposer sur le large score de 1-6 à l'extérieur.
Le 24 avril 2016, il marque son second triplé dans ce championnat avec l'Aalesunds FK, permettant à son équipe de s'imposer sur le large score de 6-0 à domicile.
Le 26 novembre 2017, il est l'auteur de son troisième et dernier triplé dans ce championnat, lors de la réception du Strømsgodset IF, permettant à l'Aalesunds d'arracher la victoire (4-3).
Il remporte la Coupe du Danemark en 2012 avec le club du FC Copenhague, en battant le club de l'AC Horsens en finale. Il se met en évidence lors de la demi-finale aller, en marquant un but contre l'équipe de SønderjyskE.
En 2018, il atteint la finale de la Coupe de Norvège avec l'équipe de Strømsgodset, en étant battu par le club de Rosenborg. Il se met en évidence en marquant un triplé en demi-finale contre l'équipe de Lillestrøm, puis un autre but en finale.
En 2011, il joue trois matchs rentrant dans le cadre des tours préliminaires de la Ligue Europa avec l'équipe de Tromsø.
Mustafa Abdellaoue reçoit deux sélections en équipe de Norvège lors de l'année 2012. Toutefois, une seule est reconnue par la FIFA.
Il joue son premier match en équipe nationale le 15 janvier 2012, en amical contre le Danemark (score : 1-1). Il joue son dernier match trois jours plus tard, en amical contre la Thaïlande (victoire 0-1).

## Palmarès

### En club
- Skeid
  - Vainqueur de la Fair-play Ligaen (D3) en 2006 et 2008

- FC Copenhague
  - Vainqueur de la Coupe du Danemark en 2012
  - Champion du Danemark en 2013

- Strømsgodset IF
  - Finaliste de la Coupe de Norvège en 2018

### Distinctions personnelles
- Meilleur buteur du Championnat de Norvège en 2011 avec le Tromsø IL (17 buts).

## Statistiques
| Saison    | Club          | Pays                  | Championnat         | Coupes nationales | Coupe d'Europe | Norvège  |
| --------- | ------------- | --------------------- | ------------------- | ----------------- | -------------- | -------- |
| 2006      | Skeid         | Fair-play Ligaen (D3) | 9 matchs / 9 buts   | -                 | -              | -        |
| 2007      | Skeid         | Adeccoligaen          | 8 matchs            | -                 | -              | -        |
| 2008      | Skeid         | Fair-play Ligaen (D3) | 20 matchs / 17 buts | -                 | -              | -        |
| 2009      | Vålerenga     | Tippeligaen           | 15 matchs / 2 buts  | -                 | 1 match (C3)   | -        |
| 2010      | Vålerenga     | Tippeligaen           | 18 matchs / 5 buts  | -                 | -              | -        |
| 2011      | Tromsø IL     | Tippeligaen           | 29 matchs / 17 buts | -                 | 3 matchs (C3)  | -        |
| 2011-2012 | FC Copenhague | SAS Ligaen            | 9 matchs / 2 buts   | 3 matchs / 1 but  | -              | 3 matchs |
| 2012-2013 | FC Copenhague | SAS Ligaen            | 5 matchs / 2 buts   | 2 matchs          | -              | -        |
| 2013      | Vålerenga     | Tippeligaen           | 10 matchs / 1 but   | 3 matchs / 3 buts | -              | -        |

Dernière mise à jour le 27 avril 2013